# Феллінський повіт
Феллінський повіт (ест. Viljandi kreis, рос. Феллинский уезд, нім. Fellinsche Kreis) — адміністративна одиниця Ліфляндської губернії Російської імперії, згодом Естонії, що існувала в 1745—1920 роках. Повітове місто — Феллін.

## Історія
Повіт створений 1745 року в складі Ризької губернії. 1783 року увійшов до складу Ризького намісництва. 1796 року, після його поділу, увійшов до складу Ліфляндської губернії. 1920 року територія повіту увійшла до складу незалежної Естонії.

## Населення
За Всеросійським переписом населення 1897 року, у Феллінському повіті проживало 99 747 осіб, у повітовому Фелліні — 7736 осіб. Національний склад повіту на 1897 рік:
- естонці — 96 872;
- німці — 1835;
- росіяни — 505;
- євреї — 283;
- латиші — 130.

## Адміністративний поділ
На 1913 рік у повіті були 42 волості:
- Абенкатська,
- Адаверська,
- Айденська,
- Вагенкюльська,
- Вастемойзська,
- Велико-Кепоська,
- Вирацька,
- Войнікська,
- Вольмарсгофська,
- Геймтальська,
- Гельмська,
- Гольстерська,
- Ейзекюльська,
- Єгевестська,
- Імаверська,
- Кабальська,
- Керсельська,
- Керстенська,
- Коркюльська,
- Курристська,
- Левеська,
- Лустиверська,
- Нижигальська,
- Ново-Войдомська,
- Ново-Оберпаленська,
- Ново-Суисленська,
- Ново-Тикасильмська,
- Оберпаленська,
- Оверлакська,
- Олустферська,
- Пакаська,
- Перстська,
- Пуятська,
- Рідакська,
- Рутківерська,
- Сосарська,
- Старо-Войдомська,
- Старо-Сусленська,
- Старо-Текасильська,
- Сургаверська,
- Тайверська,
- Тарнастська,
- Тухалакська,
- Уммельська,
- Феллинська.